# سفارة بلغاريا في أوكرانيا
سفارة بلغاريا في أوكرانيا هي أرفع تمثيل دبلوماسي لدولة بلغاريا لدى أوكرانيا. تقع السفارة في كييف وهي تهدف لتعزيز المصالح البلغارية في أوكرانيا.

## وصلات خارجية
- الموقع الرسمي
- قائمة سفارات بلغاريا
- قائمة السفارات في أوكرانيا